# Megaselia pauculitincta
Megaselia pauculitincta är en tvåvingeart som beskrevs av Rudolf Beyer 1959. Megaselia pauculitincta ingår i släktet Megaselia och familjen puckelflugor. Inga underarter finns listade i Catalogue of Life.